# Luksemburg na zimowych igrzyskach olimpijskich
Luksemburg wystartował w zimowych IO po raz pierwszy na igrzyskach w St. Moritz w 1928 roku. Od tamtej pory wystartował na igrzyskach jeszcze sześć razy - ostatni raz na igrzyskach w Turynie w 2006 roku. Jedyne medale zdobył w 1992 na igrzyskach olimpijskich w Albertville - były to dwa srebra narciarza alpejskiego Marca Girardellego.

## Klasyfikacja medalowa
| Igrzyska                    | Złoto | Srebro | Brąz | Razem |
| --------------------------- | ----- | ------ | ---- | ----- |
| 1928 Sankt Moritz           | 0     | 0      | 0    | 0     |
| 1936 Garmisch-Partenkirchen | 0     | 0      | 0    | 0     |
| 1988 Calgary                | 0     | 0      | 0    | 0     |
| 1992 Albertville            | 0     | 2      | 0    | 2     |
| 1994 Lillehammer            | 0     | 0      | 0    | 0     |
| 2002 Salt Lake City         | 0     | 0      | 0    | 0     |
| 2006 Turyn                  | 0     | 0      | 0    | 0     |
| Razem                       | 0     | 2      | 0    | 2     |

### Według dyscyplin
| Dyscyplina     | Złoto | Srebro | Brąz | Razem |
| -------------- | ----- | ------ | ---- | ----- |
| Nar. alpejskie | -     | 2      | -    | 2     |
| Razem          | 0     | 2      | 0    | 2     |